# 三陸沖地震 (2012年3月)
三陸沖地震（さんりくおきじしん）は、2012年（平成24年）3月14日18時8分(JST)に三陸沖の北部（えりも岬南東沖）で発生した地震である。

## 概要
震源は三陸沖、震源の深さは64 km、マグニチュードはMj 6.9（Mw 6.9～Mw 7.0）。この地震は東北地方太平洋沖地震や明治三陸地震といった逆断層型の海溝型地震ではなく、昭和三陸地震や2007年千島列島沖地震などと同じ正断層型のアウターライズ地震である可能性が高い。なお、震源が東北地方太平洋沖地震の震源域から外れており、気象庁は余震に該当するか判断できないとしている。この地震に伴い、気象庁は18時17分に青森県太平洋沿岸と岩手県に津波注意報を出した。青森県八戸港では21 cm、えりも町庶野では10 cmの津波を観測した。
また、約3時間後の21時5分ごろには千葉県東方沖を震源とするM6.1、最大震度5強の地震が発生したが、こちらの地震との関連性も不明である。

## 各地の震度
震度4以上を観測した地点は次の通りである。
| 震度 | 都道府県 | 観測地点             |
| ---- | -------- | -------------------- |
| 4    | 北海道   | 釧路町別保           |
| 4    | 青森県   | 八戸市南郷、南部町平 |
| 4    | 岩手県   | 普代村銅屋           |

このほか、北海道から東北地方にかけて震度3、北海道から中部地方にかけて震度2～1を観測した。

## 各地で観測された津波
津波注意報が発表された沿岸で観測された津波の高さは次の通り。
| 発表された情報 | 津波予報区の名称     | 津波の予想高さ | 予報区内で観測された津波の高さ |
| -------------- | -------------------- | -------------- | ------------------------------ |
| 津波注意報     | 青森県太平洋沿岸     | 50cm           | 21cm (最も高い津波)            |
| 津波注意報     | 北海道太平洋沿岸中部 | 50cm           | 20cm                           |
| 津波注意報     | 北海道太平洋沿岸東部 | 50cm           | 9cm                            |
| 津波注意報     | 岩手県               | 50cm           | 5cm                            |

津波注意報が出なかった北海道太平洋沿岸西部でも5cmの津波を観測した地域があった。